# Comuna Morteni, Dâmbovița
Morteni este o comună în județul Dâmbovița, Muntenia, România, formată din satele Morteni (reședința) și Neajlovu.

## Istorie
La sfârșitul secolului al XIX-lea, comuna Morteni făcea parte din plasa Cobia a județului Dâmbovița și avea în compunere satele Morteni, Cacova, Vultureanca și Balomireasa, cu o populație totală de 1842 de locuitori. În comună funcționau o moară, o piuă cu aburi, trei biserici și o școală.
În 1925, comuna era inclusă în plasa Găești a aceluiași județ și avea în compunere satele Cacova, Morteni, Vultureanca și Drăghești, cu 3125 de locuitori.
În 1950, a fost transferată la raionul Găești din regiunea Argeș pentru ca în 1968 să revină la județul Dâmbovița, reînființat, și să capete actuala alcătuire.

## Demografie
Componența etnică a comunei Morteni
     Români (93,8%)
     Alte etnii (0,12%)
     Necunoscută (6,08%)
Componența confesională a comunei Morteni
     Ortodocși (92,9%)
     Alte religii (0,62%)
     Necunoscută (6,47%)
Conform recensământului efectuat în 2021, populația comunei Morteni se ridică la 2.564 de locuitori, în scădere față de recensământul anterior din 2011, când fuseseră înregistrați 3.042 de locuitori. Majoritatea locuitorilor sunt români (93,8%), iar pentru 6,08% nu se cunoaște apartenența etnică. Din punct de vedere confesional, majoritatea locuitorilor sunt ortodocși (92,9%), iar pentru 6,47% nu se cunoaște apartenența confesională.

## Politică și administrație
Comuna Morteni este administrată de un primar și un consiliu local compus din 11 consilieri. Primarul, Ionel Olteanu-Lalu[*], de la Partidul Social Democrat, este în funcție din 2016. Începând cu alegerile locale din 2024, consiliul local are următoarea componență pe partide politice:
|  | Partid                    | Consilieri | Componența Consiliului | Componența Consiliului | Componența Consiliului | Componența Consiliului | Componența Consiliului | Componența Consiliului | Componența Consiliului | Componența Consiliului | Componența Consiliului |
|  | ------------------------- | ---------- | ---------------------- | ---------------------- | ---------------------- | ---------------------- | ---------------------- | ---------------------- | ---------------------- | ---------------------- | ---------------------- |
|  | Partidul Social Democrat  | 9          |                        |                        |                        |                        |                        |                        |                        |                        |                        |
|  | Partidul Național Liberal | 2          |                        |                        |                        |                        |                        |                        |                        |                        |                        |